# Pristimantis sobetes
Pristimantis sobetes Lynch, 1980 è una specie di rana della famiglia Strabomantidae. È una specie endemica dell'Ecuador, con una popolazione decrescente in pericolo. Il suo habitat è arboricolo. È nota solo in alcune località delle province di Pichincha e Cotopaxi, nel bacino del fiume Saloy, tra i 1657 e i 2283 metri sopra il livello del mare.
È capace di modificare la propria pelle per mimetizzarsi con la vegetazione. Pristimantis mutabilis, una specie correlata ma di un gruppo di specie diverso, mostra una simile plasticità della struttura della pelle, suggerendo che questo tratto potrebbe essere più comune nei Pristimantis che in altri anfibi. Non è noto se le due specie vantino un antenato comune o se abbiano sviluppato indipendentemente questa forma di mimetismo.